# I plan pięcioletni (Polska)
I plan pięcioletni (1956–1960) – trzeci w historii PRL plan gospodarczy. Został przyjęty przez Sejm z kilkumiesięcznym opóźnieniem 12 lipca 1957 r. (Dz.U. z 1957 nr 40 poz. 179). Według pierwotnych założeń celem planu było dokończenie inwestycji planu sześcioletniego, przy utrzymaniu niezbyt dużej przewagi nakładów na przemysł ciężki w stosunku do przemysłu lekkiego. Głównym celem planu w rolnictwie (które otrzymało 12,3% wszystkich środków inwestycyjnych) było wspieranie hodowli, dzięki czemu miała ulec poprawie sytuacja na rynku żywnościowym. Po dobrych wynikach gospodarczych osiągniętych w pierwszych dwóch latach planu, Rada Ekonomiczna zaproponowała wprowadzenie większych reform systemu ekonomicznego, takich jak zwiększenie samodzielności przedsiębiorstw czy wprowadzenie elementów gospodarki rynkowej. Komisja Główna Planu Perspektywicznego z kolei postulowała zmniejszenie wydatków na przemysł ciężki i zwiększenie nakładów na rozwój budownictwa (które pierwotnie otrzymało 19,5% nakładów inwestycyjnych) i przemysłu usługowego.
Obie propozycje zostały odrzucone w październiku 1958 r. na XII Plenum KC PZPR. Zgromadzone na nim kierownictwo PZPR zdecydowało się radykalnie zwiększyć wydatki na rozwój przemysłu ciężkiego, mimo to przeznaczono nań zdecydowanie mniej środków niż w planie sześcioletnim.
W efekcie I pięciolatki − według oficjalnych danych − produkcja przemysłu maszynowego i chemicznego wzrosła dwukrotnie, rozpoczęto produkcję telewizorów, zwiększono produkcję pralek (z 28 tys. w roku 1955 do 500 tys. w 1960) i lodówek (z 3,4 tys. do 38 tys.). Produkcja mięsa zwiększyła się o 52%, masła o 56%, cukru o 28% a połów ryb morskich o ok. 90%. W trakcie planu wzniesiono też m.in. Zakłady Sodowe w Janikowie i fabrykę obrabiarek w Bydgoszczy, rozbudowano poznańskie Zakłady im. H. Cegielskiego. Mimo to planu nie udało się w pełni zrealizować, ponieważ dochód narodowy wzrósł jedynie o 37%, zamiast zakładanych 45%. Ponadto sposób w jaki założenia planu wprowadzano w życie był mocno ekstensywny (np. janikowski kombinat umieszczono na dobrych glebach, a nie chociażby w pobliskich Mątwach, co doprowadziło do zmarnowania gruntów rolniczych) i nie liczył się z oczekiwaniami społecznymi.
Następnym planem gospodarczym PRL-u był II plan pięcioletni.